# Anopheles rivulorum
Anopheles rivulorum este o specie de țânțari din genul Anopheles, descrisă de Herbert Sefton Leeson în anul 1935. Conform Catalogue of Life specia Anopheles rivulorum nu are subspecii cunoscute.